# Ghost in the Shell
Ghost in the Shell (攻殻機動隊 Kōkaku Kidōtai?, "Mobile Armored Riot Police") este o franciză media japoneză original publicată ca o serie  seinen manga omonimă scrisă și ilustrată de Masamune Shirow. Seria manga, prima oară serializată în 1989 sub titlul The Ghost in the Shell și apoi publicată în volume tankōbon de Kodansha, spune povestea unei organizații anti-cyberteroriste denumită Secțiunea Publică de Securitate 9, organizație condusă de Maiorul Motoko Kusanagi. Povestea are loc la mijlocul secolului XXI în Japonia.

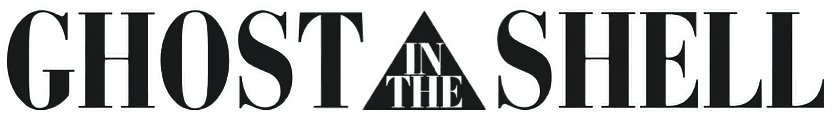
Sigla Ghost in the Shell din 1995

Studioul de animație japonez Production I.G a realizat diferite adaptări anime ale Ghost in the Shell, începând cu filmul omonim din 1995, care spune povestea investigării Secțiunii 9 de către Puppet Master. Serialul de televiziune Ghost in the Shell: Stand Alone Complex a apărut în 2002 și descrie o poveste alternativă față de manga și primul film, prezentând investigații ale Secțiunii 9 cu privire la corupția guvernului în incidentele Laughing Man și Individual Eleven. O continuare a filmului din 1995,  Ghost in the Shell 2: Innocence, a apărut în 2004. În 2013 a început producția serialului original de animație Ghost in the Shell: Arise, serial distribuit pentru home video. Acesta a fost recompilat în 2015 ca un serial de televiziune denumit Ghost in the Shell: Arise - Alternative Architecture, fiind transmise la televiziune două episoade suplimentare. Un film animat a fost produs pe baza Arise, film denumit Ghost in the Shell: The New Movie,  acest a fost lansat la 20 iunie 2015. Un film artistic american omonim de acțiune a fost lansat la 31 martie 2017.

## Ecranizări
- Ghost in the Shell, film anime cyberpunk din 1995. Producție japonezo-britanică, scenariul este scris de Kazunori Itō. A fost regizat de Mamoru Oshii, roluri de voce: Atsuko Tanaka, Akio Ōtsuka și Iemasa Kayumi. Este uneori considerat ca fiind unul dintre cele mai bune filme.
- Ghost in the Shell 2: Innocence, film anime din 2004
- Ghost in the Shell, film artistic din 2017